# Abacetus aenescens
Abacetus aenescens là một loài bọ chân chạy thuộc phân họ Pterostichinae. Loài này được Peringuey mô tả lần đầu năm 1896 và là loài động vật đặc hữu của Nam Phi.